# Намохвани
Намохвани (груз. ნამოხვანი) — село в Грузии, на территории Цхалтубского муниципалитета края (мхаре) Имеретия.

## География
Село находится в западной части Грузии, на правом берегу реки Риони, на расстоянии 12 километров к северо-востоку от города Цхалтубо, административного центра муниципалитета. Абсолютная высота — 342 метра над уровнем моря.

## Население
По результатам официальной переписи населения 2014 года, в Намохвани проживало 147 человек (75 мужчин и 72 женщины). В национальной структуре населения грузины составляли 99,3 %, армяне — 0,7 %.
| Год  | Население, человек |
| ---- | ------------------ |
| 2002 | 272                |
| 2014 | ↘ 147              |